# Gegant Mandrònius
El Gegant Mandrònius és un personatge de la mitologia aranesa. Es diu que va lluitar contra els romans que havien conquerit la Vall d'Aran, aconseguint victòries notables i el respecte de la gent pel seu valor.

## Llegenda
Segons diu la llegenda Mandrònius era un home d'aproximadament tres metres d'altura. Es diu que vivia en una cova a prop de Betlan i va liderar els habitants de la Vall d'Aran en la lluita contra els romans, obtenint victòries en diverses batalles i guanyant-se el respecte per la seva valentia. Mandrònius es va enamorar d'una dona aranesa i van tenir una filla junts. Quan els romans van segrestar les dones de la vall, Mandrònius es va venjar devastant el campament enemic i enviant les orelles dels soldats com a advertència a Roma.
La seva mort és motiu d'especulació, amb algunes versions suggerint que va morir pacíficament a la seva cova juntament amb la seva família, mentre que altres indiquen que va ser assassinat pels habitants de Garòs, que el consideraven una amenaça. Es conta que el seu esquelet va ser descobert per un agricultor a finals del segle XIX, i la calavera es va conservar a la torre de l'església de Garòs durant algun temps, atribuint-li poders sobrenaturals.
La història del Gegant Mandrònius és recordada a la Vall d'Aran, i alguns guies inclouen avui la visita a la cova on es creu que va viure com a part dels itineraris culturals a la zona.